# Monika Vogelgesang
Monika Maria Vogelgesang (* 1960 in Zweibrücken) ist eine deutsche Ärztin für Neurologie und Psychiatrie sowie für Psychosomatische Medizin und Psychotherapie. Sie gilt als eine der führenden Expertinnen auf dem Gebiet der Suchtmedizin.

## Leben
Nach dem Abitur am Hofenfels-Gymnasium in Zweibrücken studierte Vogelgesang Humanmedizin an der Universität des Saarlandes in Homburg. Die Promotion fand 1987 unter Michael Rösler statt. Die Facharztweiterbildung erfolgte unter Klaus Wanke an der Universitäts-Nervenklinik Homburg und an verschiedenen weiteren Kliniken. Von 2001 bis 2024 leitete sie die Klinik Münchwies, die unter ihrer Ägide eine der führenden Einrichtungen für Abhängigkeits- und psychosomatische Erkrankungen war.

## Werk
Wissenschaftlich beschäftigt sich Vogelgesang mit frauenspezifischen Aspekten der Psychotherapie unter besonderer Beachtung der Suchterkrankungen und suchtnaher Störungen, wie Essstörungen und pathologischem Glücksspiel. Sie ist Autorin und Mitherausgeberin mehrerer Standardwerke auf dem Gebiet der Suchtmedizin. Weiterhin ist Vogelgesang Mitautorin mehrerer medizinischer Leitlinien (S3). Darüber hinaus ist sie Lehrbeauftragte an der Universität des Saarlandes und der Katholischen Hochschule Nordrhein-Westfalen.
Von 2019 bis 2024 war sie in ehrenamtlicher Funktion Vorstandsvorsitzende des Fachverbandes Sucht.

## Fachliteratur
- Psychotherapie für Frauen (Lengerich: Pabst Science Publ., 2009; Vogelgesang)[15]
- Abschalten statt Abdriften (Weinheim: Beltz, 2022, 2., überarbeitete Auflage; Schuhler, Vogelgesang)[14]
- Essstörungen (Lengerich: Pabst Science Publ., 2005; Vogelgesang et al.)[13]
- Pathologischer PC- und Internet-Gebrauch (Göttingen: Hogrefe, 2012; Schuhler, Vogelgesang)[12]
- Psychotherapie der Sucht (Lengerich: Pabst Science Publ., 2016; 3. erweiterte und aktualisierte Auflage; Vogelgesang, Schuhler)[11]

## Mitgliedschaft in Fachgesellschaften
- Deutsche ärztliche Gesellschaft für Verhaltenstherapie (DÄVT)
- Deutscher Fachverband für Verhaltenstherapie (DVT)
- Deutsche Gesellschaft für Suchtforschung und -therapie (DG-Sucht)
- Deutsche Gesellschaft für Verhaltensmedizin und Verhaltensmodifikation (DGVM)
- Deutscher Bundesverband der Chefärztinnen und Chefärzte der Fachkliniken für Suchterkrankungen (DBCS e.V.)
- Fachverband Sucht+ e.V. (FVS)
- Verband der leitenden Krankenhausärzte Deutschlands e. V.
- Deutsche Gesellschaft für klinische Psychotherapie und Psychosomatische Rehabilitation (DGPPR)[6][7]

## Schriftstellertätigkeit
Neben der Publikation fachspezifischer Themen betätigt sich Vogelgesang als Romanautorin, in denen gesellschaftliche Inhalte im Grenzgebiet zur Medizin eine Rolle spielen.

### Werke
- Morgengrau (Lengerich: Pabst Science Publ., 2012)[19]
- Guter Rat ist teuer (Lengerich: Pabst Science Publ., 2015)[20]
- Sterben für das Leben (Lengerich: Pabst Science Publishers, 2017)[21]
- Die andere Zeit (Camposol: Seemann Publishing, 2022)[22]